# Baranów (Grande Polonia)
Baranów (in tedesco Baranow, dal 1943 al 1945 Rundstätt) è un comune rurale polacco del distretto di Kępno, nel voivodato della Grande Polonia.
Ricopre una superficie di 74,31 km² e nel 2004 contava 7 425 abitanti.
Qui nacque il letterato e politico Bonawentura Niemojowski.